# 米特加穆爾
米特加穆爾是埃及的城鎮，由代蓋赫利耶省負責管轄，位於該國東北部，距離首府曼蘇拉43公里，主要經濟活動有鋁業和紡織業，2006年人口110,549。
30°43′N 31°15′E / 30.717°N 31.250°E